# Serviço de Inspeção Federal
O Serviço de Inspeção Federal, também conhecido pela sigla S.I.F., é um sistema de controle do Ministério da Agricultura, Pecuária e Abastecimento do Brasil que avalia a qualidade na produção de alimentos de origem animal comestíveis ou não comestíveis. Os fiscais verificam se o produto atende aos requisitos mínimos de qualidade para consumo, tais como a acidez no leite e a possibilidade de animais terem sido vendidos sem abate, ou seja, que já chegaram mortos ao abatedouro. Os produtos aprovados recebem um selo de aprovação do S.I.F.

## Alvos de fiscalização
São sujeitas à fiscalização prevista em lei:
1. Os animais destinados à matança, seus produtos, subprodutos e matérias primas;
2. o pescado e seus derivados;
3. o leite e seus derivados;
4. o ovo e seus derivados é;
5. o mel e cera de abelha e seus derivados.

Em 1915, no Governo de Wenceslau Braz, tendo como Ministro da Agricultura, o Dr. Pandiá Calógeras, por meio do Decreto no 11.460, o Serviço de Veterinária passou a denominar-se “Serviço de Inspeção de Fábricas de Produtos Animais”. Ainda neste ano, surge o primeiro regulamento, com apenas 23 artigos que já definiam as linhas mestras do Órgão de Inspeção do Ministério da Agricultura, Indústria e Comércio.
Há 94 anos o Serviço de Inspeção Federal – SIF - atesta a qualidade sanitária dos produtos de origem animal oferecidos aos brasileiros e a milhares de consumidores em todo o mundo. A atuação junto a quase quatro mil estabelecimentos registrados no Departamento de Inspeção de Produtos de Origem Animal certifica que estes produtos estão aptos ao consumo sob o aspecto sanitário e tecnológico, em conformidade com a legislação.
Os produtos brasileiros com o selo SIF são comercializados em mais de cento e oitenta países, elevando o Brasil à categoria de grande exportador mundial de produtos de origem animal. Sucedendo a isto, contribui para o aumento de divisas, a geração de empregos e a consequente inclusão social.
O tradicional carimbo do Serviço de Inspeção Federal aposto nas embalagens faz parte da vida de todos nós, preservando a segurança dos alimentos e o direito do consumidor.
A participação do Brasil no mercado internacional como exportador, em 1915, resultou do aumento da demanda de carnes em consequência da primeira guerra mundial, incentivando a instalação de grandes matadouros-frigoríficos anglo-americanos e a organização do “primeiro regulamento” denominado “Serviço de Inspeção de Fábricas de Produtos Animais” (Decreto 11.426/1915).
Outras modificações na regulamentação oficial foram importantes, tais como: a) instituição das seções de carnes e de leites e derivados (Decreto 14.711/1921); b) criação, em 1928, das Instruções para reger a inspeção sanitária federal de frigoríficos, fábricas e entrepostos de carnes e derivados; e c) criação do Serviço de Indústria Pastoril em 1933, subordinado ao Departamento Nacional de Produção Animal, constituído por quatro inspetorias regionais, seis laboratórios regionais e o Serviço de Inspeção de Produtos de Origem Animal (Sipoa). A partir do Decreto 24.540/1934, a regulamentação determinou a participação exclusiva do médico veterinário na execução da Inspeção Federal.
Evolução extremamente significativa na história da inspeção sanitária de produtos de origem animal ocorreu com a Lei 1.283 de 18 de dezembro de 1950, que institui a obrigatoriedade da inspeção sanitária de produtos de origem animal no Brasil. Por esta simples razão, é considerada por muitos como a lei-mãe da inspeção. Além disso, ela atribuía a responsabilidade de execução aos governos federal, estadual e municipal, de acordo com o âmbito do comércio atendido pela indústria.
Com o Decreto 30.691 de 29 de março de 1952 é normatizada a inspeção por meio do novo Regulamento de Inspeção Industrial e Sanitária de Produtos de Origem Animal (Riispoa). Esse regulamento consolidava um minucioso e complexo código higiênico-sanitário e tecnológico, que abrangia toda legislação relativa às carnes, aves, leite, pescado, ovos, mel e cera de abelhas. Foi colocado em prática pelo Dipoa, por meio do Serviço de Inspeção Federal (SIF).
Visando atribuições e responsabilidades de execução no controle de alimentos, o governo federal publica o Decreto 69.502, de 5 de novembro de 1971, dando competência ao Ministério da Agricultura de realizar a inspeção, o registro e a padronização de produtos vegetais e animais.
Outro marco importante foi a federalização da inspeção sanitária e industrial (Lei 5.760 de 3 de dezembro de 1971), lei que pretendeu suprir as deficiências constatadas nos serviços de inspeção nas alçadas estaduais e municipais. Assim, essa lei determinava que o governo federal deveria exercer, com exclusividade, a inspeção industrial e sanitária de produtos de origem animal. Por esse motivo, ficou conhecida como a Federalização da Inspeção no Brasil.
Em face da nova situação econômico-social, principalmente política, as pequenas e médias indústrias que haviam sido fechadas ou que não suportaram as exigências do Serviço Inspeção Federal, formaram uma pressão muito forte no Congresso Nacional para a mudança da situação. Como resultado da pressão exercida, a Lei 5.760 não vigorou por cinco anos.
Finalmente, é sancionada a Lei 7.889 de 23 de novembro de 1989, descentralizando a execução da inspeção industrial e sanitária de produtos de origem animal, reeditando virtualmente a Lei 1.283, lei-mãe, de 18 de dezembro de 1950. Assim, as atribuições e responsabilidades voltaram a ser a cargo dos governos federal, estadual e municipal, de acordo com o âmbito do comércio da indústria a ser inspecionada.
Portanto, os estabelecimentos que elaboram produtos de origem animal, devem dispor de registro (independentemente da instância) e inspeção para evitar a permanência na ilegalidade.
A Lei 7.889 estabelece três níveis de inspeção, dependendo da abrangência da área de comercialização, ou seja, para o comércio no próprio município o registro é obtido nas secretarias ou departamentos de Agricultura dos municípios (Serviço de Inspeção Municipal – SIM); os que comercializam em nível intermunicipal, o registro é obtido nas secretarias ou departamentos de agricultura dos estados (Serviço de Inspeção Estadual – SIE); e para comercialização interestadual ou internacional, o registro é obtido no Ministério da Agricultura, Pecuária e Abastecimento (Serviço de Inspeção Federal – SIF).

O Ministério da Agricultura, por meio do Decreto Federal 5.741, de 30 de março de 2006, traz a oportunidade de mudança no cenário da inspeção de produtos de origem animal. Com esse decreto, o município ou estado que for julgado equivalente ao ministério, após auditoria do mesmo, poderá indicar estabelecimentos registrados em suas jurisdições para serem submetidos à equivalência com os estabelecimentos do Mapa e terem seus produtos de origem animal com trânsito livre no país, derrubando o limite comercial de fronteira imposto pela Lei Federal 7.889, de 1989.